# Tipuana
Tipuana (Benth.) Benth. – rodzaj roślin z rodziny bobowatych.

## Systematyka
Pozycja według APweb (2001...) – aktualizowany system APG II
Jeden z rodzajów podrodziny bobowatych właściwych Faboideae w rzędzie bobowatych Fabaceae s.l.. W obrębie podrodziny należy do plemienia Dalbergieae.
Pozycja rodzaju w systemie Reveala (1993-1999)
Gromada okrytonasienne (Magnoliophyta Cronquist), podgromada Magnoliophytina Frohne & U. Jensen ex Reveal, klasa Rosopsida Batsch, podklasa różowe (Rosidae Takht.), nadrząd Fabanae R. Dahlgren ex Reveal, rząd bobowce (Fabales Bromhead), rodzina bobowate (Fabaceae Lindl.), rodzaj Tipuana (Benth.) Benth.
Gatunki (wybór)
- Tipuana tipu (Benth.) Kuntze